# El Kilómetro
El Kilómetro är en ort i Mexiko.   Den ligger i kommunen Zitácuaro och delstaten Michoacán de Ocampo, i den södra delen av landet, 130 km väster om huvudstaden Mexico City. El Kilómetro ligger 1 892 meter över havet och antalet invånare är 353.
Terrängen runt El Kilómetro är huvudsakligen kuperad, men åt nordost är den bergig. Runt El Kilómetro är det tätbefolkat, med 319 invånare per kvadratkilometer. Närmaste större samhälle är Heróica Zitácuaro, 6,2 km söder om El Kilómetro. Omgivningarna runt El Kilómetro är en mosaik av jordbruksmark och naturlig växtlighet.